# Nicholas van Hoorn
Nicholas van Hoorn, conosciuto anche come Nikolaas o Klaas (Vlissingen, 1635 – Isla de Sacrificios, 24 giugno 1683), è stato un mercante e pirata olandese.

## Vita e carriera
L'attività di mercante, che Nicholas van Hoorn svolse dal 1655 al 1659, gli permise di mettere da parte una cospicua somma, con la quale acquistò un vascello e, radunata una ciurma di uomini privi di scrupoli, cominciò ad arrembare e saccheggiare altre navi mercantili. Imperversò per le rotte dell'Impero spagnolo e delle Province Unite e accrebbe il suo convoglio con altre navi, fino a diventare così famigerato, che alcuni governi gli proposero di lavorare al loro servizio. Così, nel 1666, la Francia assoldò van Hoorn come corsaro, autorizzandolo ad attaccare i galeoni e le ricche colonie spagnole nel Nuovo Mondo. Col trattato di Aquisgrana (1668) la Francia siglò la pace con le potenze nemiche, ma segretamente continuò ad incoraggiare l'attività dei corsari al suo servizio. In una occasione però van Hoorn attaccò anche una nave francese, e rischiò per questo di essere catturato. Si diresse quindi a Porto Rico, sostenendo davanti al governatore spagnolo di aver perduto per sempre il favore dei francesi e che perciò, per salvarsi la vita, per lui non ci fosse alternativa che porsi al servizio del re di Spagna; il governatore gli credette e affidò a van Hoorn l'incarico di scortare un convoglio di galeoni, e quello, una volta che il convoglio si fu allontanato abbastanza dalle Antille, gli si rivoltò contro e lo saccheggiò, ricavandone un bottino di due milioni di livre.
Nel 1682 van Hoorn raggiunse i Caraibi con la sua nave, chiamata Giorno di San Nicola. Sembra che fosse interessato a far soldi con la tratta dei neri, ma i relativi permessi da parte delle autorità delle colonie europee in America gli furono negati. Van Hoorn tornò quindi all'attività di pirata. Dal governatore francese di Hispaniola, Pouançey, ricevette l'autorizzazione ad organizzare il famoso sacco di Veracruz. A tal fine l'olandese si alleò con i bucanieri Laurens de Graaf e Michel de Grammont, coi quali nel 1683 espugnò la ricca città spagnola sulle coste del Messico. Dopo il saccheggio i bucanieri si ritirarono sulla vicina Isla de Sacrificios, portando con sé il bottino e i numerosi prigionieri, pei quali volevano estorcere alle autorità un lauto riscatto. Ma visto che il riscatto tardava ad arrivare, van Hoorn ordinò l'uccisione di una dozzina di prigionieri e che le loro teste venissero inviate agli spagnoli come avvertimento, ma ciò fece infuriare de Graaf, i due capitani vennero alle spade e van Hoorn fu ferito e costretto a tornare sulla sua nave. La ferita si infettò e lo uccise in breve tempo.